# Jiri Taihuttu
Jiri Taihuttu (Venlo, 11 november 1994), eerder bekend onder zijn artiestennaam Jiri11 en sinds 2025 actief onder de naam De Nachtwacht, is een Nederlands flamencogitarist, rapper en muziekproducent van Molukse afkomst.

## Levensloop
Taihuttu begon op een jonge leeftijd met muziek maken, hij leerde gitaar spelen van zijn vader die als gitarist actief was in de band Gin on the Rocks. Op tienjarige leeftijd gaat Taihuttu naar het conservatorium van Amsterdam, waar hij in een speciale klas zit voor jong talent. Zijn flamenco docent was Eric Vaarzon Morel. Hij verlaat voortijdig het conservatorium. Met zijn vader treedt hij daarna regelmatig op, waarbij ze hun eigen repertoire spelen. Voor de film Under the Pyramid uit 2016 componeren ze enkele soundtracks.
Sinds 2015 is Taihuttu actief in de door hem opgerichte rapformatie ANBU, soms ook ANBU Gang of ANBU Nevlo genoemd. Met de rapformatie brachten ze meerdere singles en albums uit. De meeste muziek van de groep wordt tevens door Taihuttu zelf geproduceerd. In 2016 en 2017 was hij met de rapformatie enkele keren te gast in het programma 101Barz.
Naast de rapformatie was Taihuttu ook te horen op singles met andere rappers. In 2017 was hij te horen op het album Rémi van rapper Ronnie Flex, met het nummer Dichterbij me in samenwerking met Ronnie Flex, Murda, Abira en Def Major. Met dit nummer behaalde Taihuttu voor het eerst de hitlijsten, deze behaalde de 60e plek in de Nederlandse Single Top 100.
In 2018 besloot Taihuttu om naast de rapformatie ook aan zijn solocarrière te werken. Hij sloot zich datzelfde jaar aan bij het managementbureau SPEC. en platenlabel TRIFECTA van Ali B. In juli 2018 bracht Taihuttu zijn debuutsingle Diamanten in de nacht uit, deze haalde de top 4 in de Nederlandse Single Top 100. Datzelfde jaar bracht hij nummers uit met rappers Young Ellens, Bizzey en Jonna Fraser.
In 2024 won hij samen met zijn vader een Gouden Kalf in de categorie "Beste filmmuziek" voor zijn bijdrage in Hardcore Never Dies.
In december 2024 kondigde Taihuttu aan te stoppen met rappen en na tien jaar definitief afstand te nemen van zijn alter ego Jiri11. Op 31 januari 2025 gaf Taihuttu zijn afscheidsconcert in de Tolhuistuin in Amsterdam-Noord.
Enkele maanden later, op 24 juni 2025, kondigde hij de oprichting aan van een nieuwe band onder de naam De Nachtwacht. Tegelijkertijd werd het eerste nummer, Cederhout, aangekondigd. Twee dagen later, op 26 juni 2025, volgde de aankondiging van een tweede nummer, Huis van zwart en rood. Beide nummers werden op 27 juni 2025 gelijktijdig uitgebracht. De band bestaat uit Taihuttu zelf, samen met songwriter Berend Hensema en bandleden Dani Kaag en Tariq Pijning.

## Privé
Taihuttu is van Moluks en Nederlandse afkomst. Taihuttu is de zoon van gitarist Gino Taihuttu van de band Gin on the Rock. Tevens is hij het jongere broertje van film- en muziekmaker Jim Taihuttu en het neefje van voormalig profvoetballer John Taihuttu.

## Discografie

### Singles
| Jaar | Act                                                    | Nummer                  | Vlag van Nederland | Vlag van Nederland | Opmerkingen                                    |
| Jaar | Act                                                    | Nummer                  | 100                | weken              | Opmerkingen                                    |
| ---- | ------------------------------------------------------ | ----------------------- | ------------------ | ------------------ | ---------------------------------------------- |
| 2017 | Jiri11 met Ronnie Flex, Murda, Abira en Def Major      | Dichterbij me           | 60                 | 1                  | staat op het album Rémi van rapper Ronnie Flex |
| 2018 | Jiri11 met Anbu, Bokoesam en Jacin Trill               | Hoi aangenaam           | 58                 | 2                  |                                                |
| 2018 | Jiri11                                                 | Diamanten in de nacht   | tip 4              | 1                  |                                                |
| 2018 | Jiri11 met Young Ellens                                | In squad we trust       | tip 2              | 2                  |                                                |
| 2018 | Jiri11                                                 | Benz                    | -                  | -                  |                                                |
| 2018 | Jiri11 met Bizzey en Jonna Fraser                      | De duivel               | tip 8              | 2                  |                                                |
| 2019 | Jiri11 met Bokoesam, Young Ellens en Esko              | Werk aan de winkel      | tip 2              | 1                  |                                                |
| 2019 | Jiri11 met Vic9 en Sevn Alias                          | Kind van de achterbuurt | tip 12             | 1                  |                                                |
| 2019 | Jiri11 met Idaly en Famke Louise                       | Badgyal                 | tip 16             | 1                  |                                                |
| 2022 | Jiri11 met Lusho, Black, Yozef, ADF Ricky en ADF Lucky | Messenger               | -                  | -                  |                                                |
| 2023 | Jiri11                                                 | Y2K SHORDY              | -                  | -                  |                                                |
| 2023 | Jiri11                                                 | OCD                     | -                  | -                  |                                                |
| 2024 | Jiri11 met ADF Samski en Kaya Imani                    | Ben Met Je              | -                  | -                  |                                                |
| 2024 | Jiri11                                                 | Regen                   | -                  | -                  | van het album A Swan Song                      |
| 2024 | Jiri11 met Kaya Imani                                  | Coördinaten             | -                  | -                  | van het album A Swan Song                      |
| 2024 | Jiri11                                                 | Southside               | -                  | -                  | van het album A Swan Song                      |
| 2024 | Jiri11                                                 | Alleen de Heer          | -                  | -                  |                                                |
| 2025 | De Nachtwacht                                          | Huis van zwart en rood  | -                  | -                  |                                                |
| 2025 | De Nachtwacht                                          | Cederhout               | -                  | -                  |                                                |